# Apopa
Apopa è un comune del dipartimento di San Salvador, in El Salvador.